# 日產汽車訴尼桑電腦案
日產汽車訴尼桑電腦案（Nissan Motors v. Nissan Computer）是美國一宗涉兩間公司的名稱及互聯網域名「nissan.com」官司，因持續時間長而在美國多地受廣泛注意。

## 事件背景

### 日產汽車
在1970年代後期，汽車製造廠商Datsun（日產汽車的附屬品牌）開始逐步為在美銷售的汽車上，貼上「Nissan」及「Datsun by Nissan」廠徽，並最終在1,100多間代理商中完成這項品牌變更。至1981年秋季，Datsun宣布其在美國的名稱將會更改。在1982至1986年間把公司口號「Datsun, We Are Driven!」過渡至「The Name is Nissan」。在公司完成名稱變更計劃五年後，其出產的汽車在部分出口市場仍同時貼上「Datsun」及「Nissan」廠徽，「Datsun」的知名度仍然高於「Nissan」。

### 尼桑電腦
1980年，以色列移民烏茲·尼桑（英語：Uzi Nissan）在北卡羅來納州羅利市創辦汽車服務公司「Nissan Foreign Car」。1987年，尼桑創辦進出口貿易公司「Nissan International, Ltd.」，產品以重型設備及電腦為主。至1991年，尼桑創辦電腦公司「Nissan Computer Corporation」，公司從事個人電腦、伺服器及電腦零件銷售及服務，其後亦開始經營互聯網服務及開發。尼桑電腦於1994年6月4日註冊域名「nissan.com」，該域名於五年後方為日產汽車所注意。
尼桑本人於2020年7月因確診2019冠狀病毒病病逝。

## 案件
日產汽車認為尼桑電腦所使用的名稱構成商標淡化，指控尼桑搶先註冊域名，並要求出讓域名。然而尼桑電腦乃以創辦人Uzi Nissan的姓氏命名。在案件判決後，日產汽車使用「www.nissanusa.com」作為美國地區網頁的域名
。